# Mitsudomoe
Mitsudomoe (みつどもえ?  Tres maneras de luchar) es un manga creado por la dibujante Norio Sakurai acerca de las aventuras de las trillizas Marui de la clase 6-3 y su recién contratado maestro Satoshi Yabe que se enamora de la enfermera de la escuela. Apareció por publicaciones en la revista shōnen Weekly Shōnen Champion de la editorial Akita Shoten en el 2006 y los volúmenes se recogieron en diez tankōbon, el primero publicado en enero del 2007 y el décimo publicado en septiembre de 2010. Desde el año 2012 Norio Sakurai se traslada a publicar el manga en la revista Bessatsu Shounen Champion hasta su finalización en 2017.
Una adaptación al anime fue realizada a cargo de estudios Bridge y fue estrenada en Japón el 7 de julio de 2010. La segunda temporada, llamada Mitsudomoe Zōryōchū! (みつどもえ 増量中！?), fue estrenada el 8 de enero de 2011 de forma simultánea por Aniplex y Crunchyroll.

## Sinopsis
Satoshi Yabe acaba de comenzar su nueva vida como maestro de escuela primaria. Lo que no sabe es que en su clase asignada mandan las problemáticas trillizas Marui, que son Mitsuba, Futaba y Hitoha. La serie muestra la vida cotidiana de estas hermanas, sus compañeros y su profesor desafortunado.

## Personajes
Mitsuba Marui: Es la mayor de las trillizas y una proclamada "sádica precoz". Es una chica de carácter tsundere llegando a negar sus sentimientos por alguien que le importa de verdad. Tiene un altísimo complejo de superioridad, y obliga a que la llamen "Mitsuba-sama" y la traten como una princesa. Se preocupa por su peso, y en la temporada 2 come más alimentos que antes.
Futaba Marui: Es la mediana de las trillizas. Es enérgica y bastante tonta, pero puede hablar y actuar lascivamente. La mayoría de las veces se la ve descalza. Está obsesionada con los pechos, y es bastante inteligente en ese tema. Su extraño interés hace que se lleve genial con los chicos. Es la más buena de las hermanas, ya que piensa antes en los demás que en ella misma, e intenta ayudar a sus amigos, aunque su sentido común sea penoso. Es amiga de la infancia de Shinya, al que llama "Shin-chan", y por eso muchas chicas enamoradas de Shinya la odian.
Hitoha Marui: Es la más pequeña de las trillizas, aunque con una inteligencia y sentido común mucho mayor que sus hermanas mayores. Es silenciosa, misteriosa y usualmente se la ve con un libro. También suele tener una mirada asesina, que aparece cuando está nerviosa, avergonzada o insegura. Ella adora a Pezones, el hámster de clase, y se pone celosa cuando alguien juega con él. Es más amable con Futaba que con Mitsuba, a quién gasta bromas muy a menudo. Es fan de los Rangers Gachi, no lo suele decir pero le gustaría.
Satoshi Yabe: Es el profesor de la clase de las trillizas, que tiene que soportar las bromas y tonterías de estas. Quiere tenerlo todo bajo control, pero al ser amable, todos se aprovechan de él. Es fan de los Rangers Gachi, y suele malinterpretar las conversaciones que tiene con Hitoha sobre el tema. Parece estar enamorado de la enfermera de la escuela.

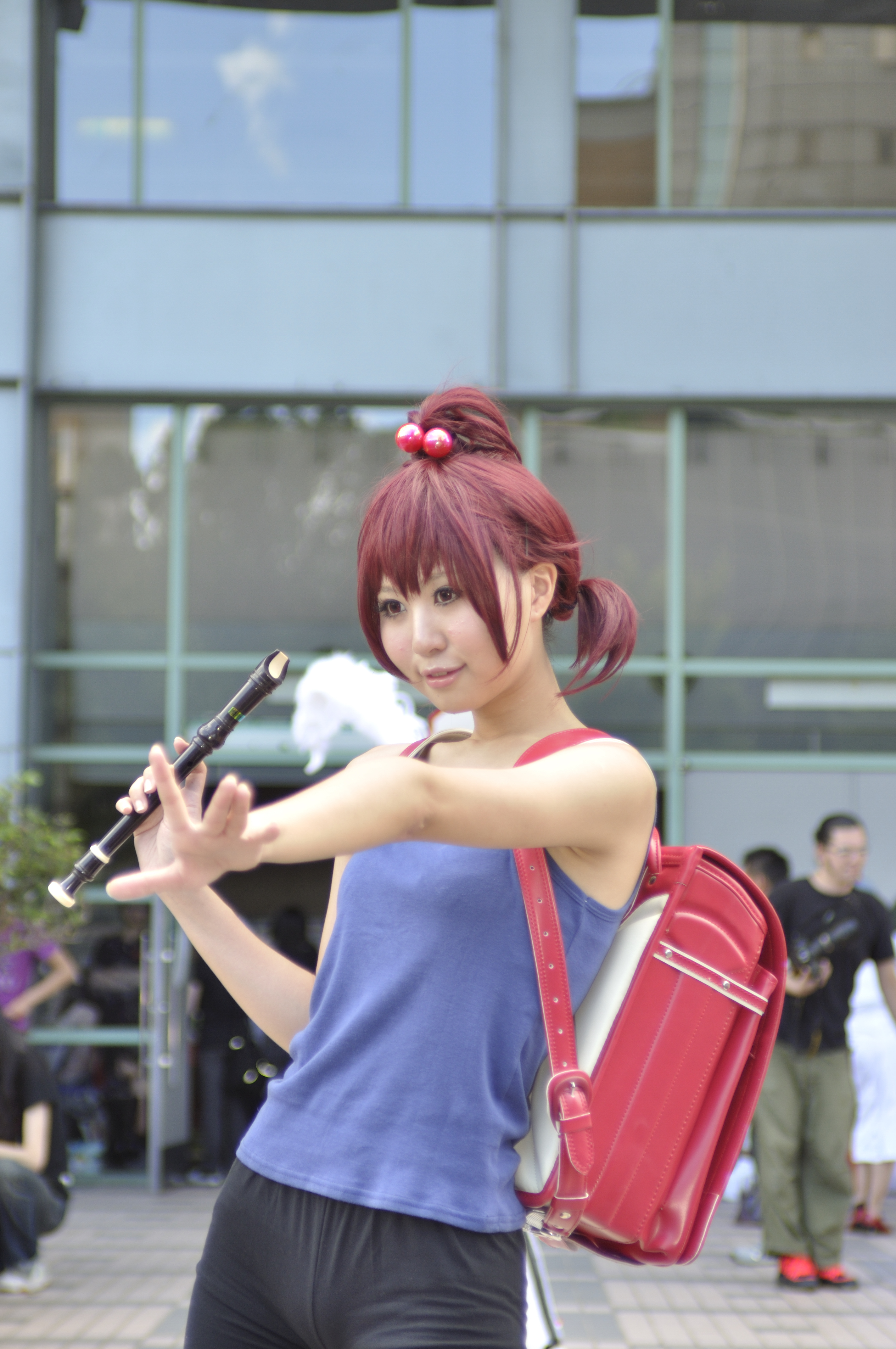
Chica con cosplay de Futaba Marui, una de las tres hermanas.

Shinya Satou: Él es amigo de la infancia de Futaba y el mejor amigo de Chiba. Es muy bondadoso e inteligente, pero todavía tiene que lidiar con la extrañeza de sus compañeros de clase y también se pone a menudo en situaciones embarazosas, en mayor parte por Futaba (aunque no intencionalmente). Se asusta de las chicas que están locas por él, y solo confía en Futaba, con quien tiene una gran amistad e incluso podría haberse enamorado de ella, aunque no está confirmado.
Yuudai Chiba: Es el mejor amigo de Shinya, pero es opuesto a él. Es un pervertido y lleva libros de manga a la escuela. Él quiere saber lo que hay en libro erótico de Hitoha. Le gusta bromear con la idea de que las chicas le gustan a Shinya.
Miku Sugisaki: Una chica fina que aparentemente odia a Mitsuba, pero que en realidad la ama y saca muchas fotos de ella. Se portan como rivales y compiten por todo. Es egoísta y tsundere, pero trata a sus amigos con respeto.
Airi Ogata, Shiori Itou y Mayumi Katou: Son conocidas como la "Brigada Sin Esperanza". Todas están enamoradas de Shinya Satou. Airi es la líder y está celosa de quien se acerque a Shinya, que normalmente es Futaba. Shiori es la que siempre intenta conseguir el amor de Shinya por sus propios medios, y Mayumi es la única que sabe las verdaderas intenciones de Shiori.